# Wilhelm Prasse
Wilhem Prasse (fl. XX secolo) è stato un nuotatore tedesco.

## Carriera
Specializzato nella rana, ha vinto due medaglie ai campionati europei, nel 1926 e 1927.

## Palmarès
- Europei

Budapest 1926: bronzo nei 200m rana.
Bologna 1927: argento nei 200m rana.